# 冬眠
冬眠指的是變溫动物、某些哺乳类动物和少部分的鸟类在寒冷的季节，会通过降低体温的方式而进入的类似昏睡的生理状态。靈長類動物如粗尾侏儒狐猴（Cheirogaleus medius）等亦可行冬眠。人们研究动物冬眠，主要是针对恆溫动物。因为它们能精确地和有目的地控制自己的体温。

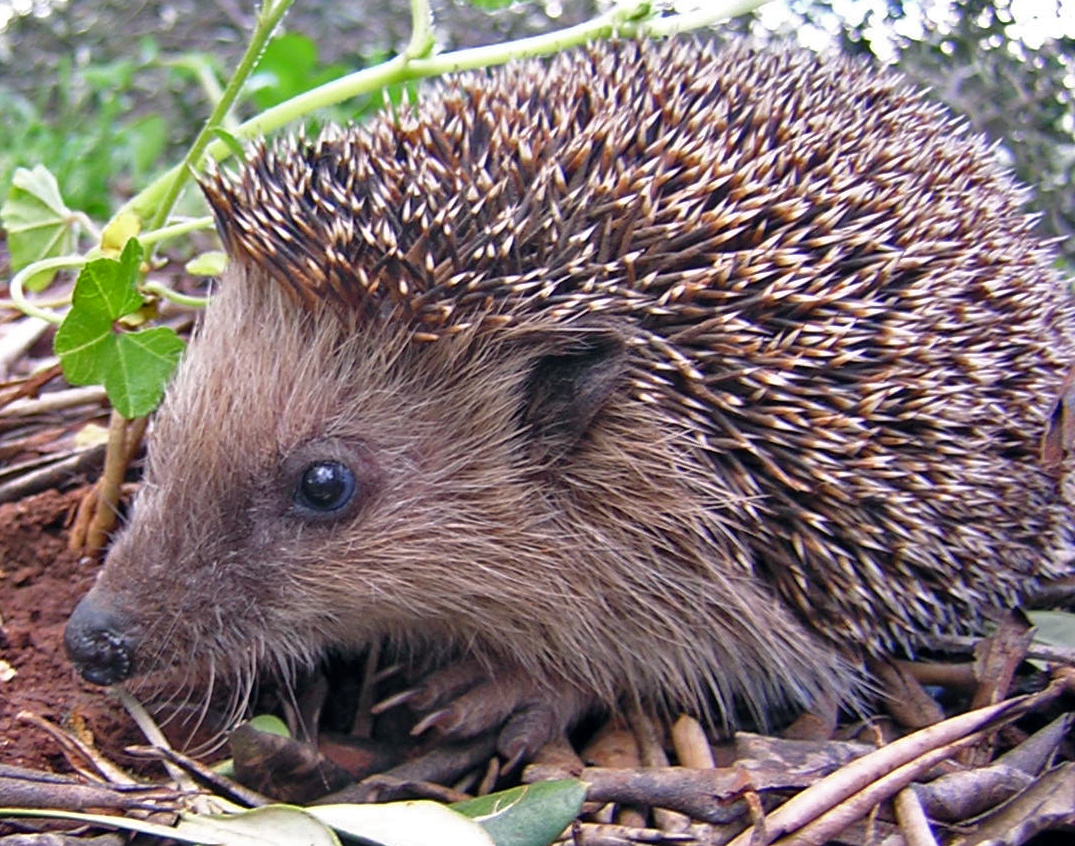
歐洲刺猬

一些哺乳类动物（如蝙蝠）的冬眠不会间断。其它如睡鼠、榛睡鼠、刺猬、土拨鼠或者欧黄鼠等的冬眠伴随有短暂的觉醒。
至于冬眠的时间安排問題則是時間生物學研究的話題。

## 冬眠动物在冬季的行为
在秋季冬眠动物会寻找冬眠的地方：中空的树干和地穴等，并在里面铺上草、秸秆、叶子和毛等作垫。在这么一个布置好的栖身之处它们会蜷缩着身子，耷拉着眼皮，以这种低耗能的形式－蟄伏，度过冬天。它们的体温会降至1到9摄氏度。所有身体机能会大幅下降。呼吸很弱，心跳变慢，对外界刺激的敏感性下降。如果用红外线摄影机拍摄冬眠的蝙蝠，会看到蝙蝠的身体呈暗蓝色。例如土拨鼠在冬眠状态下，體溫會從39℃降至7℃。心跳从原来的每分钟100下跌至2到3下。呼吸频率可以延至一小时一次。肠和肝的代谢产物会收集在肠的下部，并且在甦醒的时候被排出。动物在冬眠时会停止进食，或者是在短暂的苏醒状态中进行摄食。冬眠动物靠的是它们自身的脂肪度日，特别是肩胛骨間棕色脂肪組織（IBAT）。这种组织位于肩膀和颈部，是非常重要的能量来源，特别是在外界温度升高动物从冬眠状态中苏醒过来的时候，这个过程长达数小时。苏醒过程的后半段，动物通过身体颤抖，（屈肌和伸肌同时收缩，一种高放能动作）可将体温提升到正常水準。温度越高，动物呼吸得越快。

## 冬眠的长短
冬眠的时间因动物的种类差距而不尽相同，欧洲刺猬会冬眠3到4个月，而冬眠鼠则可以冬眠6到7个月。冬眠不一定是一个长达数月的持续的过程，相反，它往往也可以是间歇性的。动物既可以长期保持休眠的状态，也可以在低的新陈代谢中伴随着短暂的苏醒状态。另外，动物不能经常恢复到“醒”的状态，因为它们每次醒来都是要消耗能量的，而苏醒的次数太多会导致脂肪存储量被过早地耗尽，以致于在来年春天真正苏醒的时候无“脂”可用。

## 社会性冬眠
一些冬眠动物如土拨鼠，甚至进行社会性的冬眠。在每个冬眠的地点会有达20只成年鼠和幼鼠互相抵靠在一起，这样它们可以互相取暖，不至于被急剧下降的温度所伤。特别是脂肪贮存较少的幼鼠，在这种冬眠方式中它们更能够度过严酷的冬天。

## 可能导致冬眠诱发因素
一直认为，冬眠的诱发因素是些外在因素，如环境温度的下降和秋季食物短缺。但一些专家认为，逐渐缩短的白昼是一种冬眠信号，它会导致一些内在因素的改变，如激素水平的变化和季节性变化的生物钟的调节。生物钟看来会影响动物的行为，如脂肪贮存和为冬眠作准备。还有正待研究的关于冬眠地点高浓度二氧化碳的麻醉作用，可能也是冬眠的诱发因素。

## 觉醒在春季
春季觉醒的原因一直未明。环境温度的升高和代谢产物的积聚可能都是觉醒信号。冬眠动物在觉醒时慢慢升高自己的体温。荷尔蒙会导致褐色脂肪组织的分解，为体温初步升高提供能量。当体温到达15摄氏度时，肌肉会开始颤抖，进一步暖和身体。在有着重要器官的胸部和头部温度会比起其它身体部位更快的恢复。

## 冬眠对记忆的负面作用
维也纳大学在对欧黄鼠的研究中发现，长达数月的冬眠会对冬眠动物的记忆构成负面影响。相比起没有进行冬眠的动物，欧黄鼠在冬眠后无法解决牠们在冬眠前已学习过的任务，如在迷宫中找到正确路线，或者是控制食物机器的杠杆。一个可能的解释是，冬眠会降低神经的活性。科学家甚至已证明，脑部的神经元连接会在冬眠中断开。

## 冬眠的鸟类
不但哺乳类动物会冬眠，一些鸟类也会。蜂鸟在食物短缺和寒冷的时候会降低其新陈代谢并且进入睡眠的僵直状态。在饥饿状态下，幼楼燕会在睡眠状态中进入变温状态，这样它就不需要像会真正冬眠的动物那样把体温降得如此厉害。鸟类的冬眠为时并没有哺乳类动物的冬眠那么长。

## 概念辨析

### 冬休
棕熊在其巢穴裡的冬休与冬眠不一样，在冬休过程中，棕熊的体温并不如真正的冬眠动物那样大降。这种没有大规模降温的冬休也会在獾，松鼠和浣熊身上看到。这些动物在这种冬休状态中会经常醒过来，换一下睡的姿势。棕熊会在自己的窝里这样半睡半醒的度过7个月，期中不吃不喝，也不排便，只靠自己的脂肪度日。美国科学家发现，这种半睡状态是由一种名为冬眠诱导触发子（Hibernation Induction Trigger，縮寫作HIT）的荷尔蒙引起的。这些物质能够使棕熊既能度过冬天，又不至于丧失其肌力。一个人若在相似的状态，如在病床上，丧失其90%的肌力。

### 鹿的冬天静息状态
最近发现，土生的鹿也会在冬季将体温降至15摄氏度进入静息状态。通过将其新陈代谢率降至晚间水平，可以使得鹿度过这严寒的季节。维也纳大学兽医研究发现，食物的丰足会影响这种对体温和新陈代谢的调节机制。蛋白质丰富的食物，这在冬季并不常见，可能会不必要地提高动物的新陈代谢率。因此，在冬天不恰当的喂饲会导致春季饥荒的发生，因为冬季时鹿的新陈代谢并没有下降，在森林里对草料的消耗过大，导致春季的草料短缺。 
维也纳大学兽医学研究者相信，冬眠和冬休的界限不再清晰。很多动物都能通过相似的调节机制降低新陈代谢和体温，海豹和鲸在长时间的潜泳中也可能会运用到相同的机制。

### 变温动物的僵冷状态
与冬眠形成对比的还有僵冷状态，这可在很多在一些特定气候区域生活的变温动物中可见–蜗牛，一些昆虫，大部分的爬行动物（蛇，龟，蜥蜴）和两栖动物(蟾蜍，蛙。蝾螈会有3到4个月，慢缺肢蜥和龙纹蝰蛇有4到5个月，雨蛙和沙蜥蜴则有5到6个月的僵冷状态期。

### 夏眠和乾眠
还有夏眠也叫“夏蛰”（Aestivation），在热带生活的鳄鱼和蛇（如死亡蝮蛇）会在旱季躲在泥潭等地点过夏。在温带生活的勃艮第蜗牛会在缺水的状态下进行夏眠或乾眠。还有一些蛙和蟾蜍例如飾紋角花蟾（Ceratophrys ornata）或者是非洲的非洲牛箱头蛙（Pyxicephalus adspersus）也会夏眠。夏眠的生理作用是，在炎热又缺少食物的季节里节省能量；一如冬眠，这些动物会在夏眠中降低新陈代谢。在上面提到的两栖动物甚至会将肠的容量减少40%。这样，食物摄取量可以减少60%。当食物不再短缺的时候，肠又会回复到原大小。

## 参看
- 体温调节
- 过冬
- 休眠
- 人工休眠

### 引用
1. ↑  . Solidot.   [2024-12-30]. （原始内容存档于2020-08-05）.
2. ↑  Mooney, Chris; Viskontas, Indre. . Mother Jones.   [2024-12-30]. （原始内容存档于2020-08-05） （美国英语）.
3. ↑  . 新浪科技. （原始内容存档于2024-01-15）. 实际上，对于冬眠动物来说，冬眠有各种各样的好处。但是人类为什么没有选择这一重要能力呢？原因在于冬眠也有许多不足之处。比如，冬眠中的动物几乎没有任何免疫能力，因此它们时刻处于被感染的危险之中。此外，冬眠还会影响记忆。2011年，维也纳大学科学家伊娃-米利西训练一群地松鼠走迷宫。然而，这群冬眠后的地松鼠记忆力低下，总是忘记刚刚记下的路线。